# Karakorumska avtocesta
Karakorumska avtocesta (mednarodna kratica KKH, angleško Karakhorum Highway) je najvišje ležeča sodobna mednarodna cesta na svetu. Povezuje Kitajsko in Pakistan čez pogorje Karakorum, preko prelaza Khunjerab, na nadmorski višini 4693 metrov, kar so potrdili z več meritvami, tudi z GPS. Povezuje Kitajsko avtonomno pokrajino Šindžjan-Ujgur (新疆维吾尔自治区, pinjin Xīnjiāng Wéiwú'ěrzú Zìzhìqū) s pakistanskima provincama Gilgit-Baltistan in Kiber Paktunkva in velja tudi kot priljubljena turistična atrakcija. Zaradi visoke nadmorske višine in težkih razmer, v katerih je bila zgrajena, jo nekateri imenujejo »Osmo čudo sveta«.
Karakorumska avtocesta je v Pakistanu uradno označena kot N-35, na Kitajskem pa kot Kitajska državna cesta 314 (G314).

## Zgodovina
Karakorumska avtocesta, na Kitajskem znana tudi kot »cesta prijateljstva«, je bila zgrajena s strani vlad Pakistana in Kitajske. Gradnja se je začela leta 1959 in je bila končana leta 1979 (odprta za javnost je od leta 1986). Približno 810 Pakistancev in okoli 200 kitajskih delavcev je med gradnjo izgubilo življenje predvsem zaradi plazov in padcev z višine. Kitajski delavci, ki so umrli med gradnjo, so pokopani na pokopališču v kitajskem Gilgitu. Trasa ceste sledi eni od mnogih starodavnih poti na trasi Svilne ceste.
Na pakistanski strani je bila cesta zgrajena s pomočjo FWO (organizacije Frontier Works), ki zaposluje pakistanske vojaške inženirje (Army Corps of Engineers). Knjigo v dveh delih, »Zgodovina Karakorumske avtoceste«, je napisal upokojeni brigadir Muhammad Mumtaz Khalid. V prvem delu knjige avtor obravnava deželo in ljudi, prazgodovinski komunikacijski sistem v severnih območjih, potrebo po cestni povezavi z Gilgitom v vseh vremenskih pogojih in gradnjo ceste po dolini reke Ind. Drugi del opisuje dogodke, ki so pripeljali do izgradnje ceste po dolini Inda in Karakorumske avtoceste, težave pri načrtovanju in vlogi pakistanskih vojaških inženirjev in njihovih kitajskih kolegov pri gradnji.

## Avtocesta
Avtocesta, ki povezuje kitajsko provinco Gilgit - Baltistan s pakistanskim Kašmirjem poteka po trasi starodavne Svilne ceste in je dolga približno 1.300 km od Kašgarja, mesta v avtonomni pokrajini Šindžjang-Ujgur na Kitajskem, do Abbottabada v Pakistanu. Podaljšanje avtoceste proti jugu zahodno od Abbottabada sledi cesti N - 35 in je del glavne ceste N - 5 do Hassanabdala v Pakistanu.
Avtocesta prečka tektonski stik med evrazijsko in indijsko ploščo, kjer se Kitajska, Tadžikistan, Afganistan in Pakistan približujejo druga drugi na razdalji 250 kilometrov. V veliki meri, zaradi izredno občutljivega stanja konflikta v Kašmirju med Indijo in Pakistanom, ima Karakorumska avtocesta  strateški in vojaški pomen za te narode, predvsem pa je pomembna kot gospodarska povezava med Pakistanom in Kitajsko.
30. junija 2006 je bil podpisan memorandum o soglasju med pakistansko cestno upravo in kitajsko državno komisijo za nadzor in upravo (SASAC) za obnovo in nadgradnjo Karakorumske avtoceste. Po načrtih SASAC se bo cesta razširila od 10 do 30 metrov in njena kapaciteta povečala za trikrat glede na trenutne zmogljivosti. Poleg tega bo nadgrajena predvsem za sprejem težkih tovornih vozil in za ekstremne vremenske razmere.
Kitajska in Pakistan načrtujeta navezavo Karakorumske avtoceste do južnega pristanišča Gwadar v Beludžistanu preko kitajske železnice Gwadar - Dalbandin, ki že teče do Rawalpindija.
Od 4. januarja 2010 je bila KKH zaprta v dolini Hunza in promet na Kitajsko je bil možen le z majhnimi čolni. Ogromen zemeljski plaz, 15 km dolg, ki je nastal gorvodno od glavnega mesta Hunza, Karimabad, je ustvaril potencialno nestabilno jezero Attabad, dolgo 22 kilometrov in več kot 100 metrov globoko. Prvi teden junija 2010 je končno začela voda odtekati preko plazu. Plaz je uničil del vasi in ubil mnogo prebivalcev. Zaradi jezera so morali tisoče ljudi razseliti. Voda je poplavila več kot 20 kilometrov KKH, tudi 310 metrov dolg premostitveni objekt 4 km  južno od Gulmita.
Zelo vprašljivo je ali bo jezero, ki je leta 2011 doseglo 27 kilometrov v dolžino, kdaj odteklo. Blago proti severu vozijo čez jezero z majhnimi plovili in ga znova preložijo na tovornjake na drugem koncu jezera.

### Pakistanski odsek
Pakistanski odsek, ki se začne v Abbottabadu, čeprav se N-35, ki je tudi del KKH, uradno začne pri Hassanabdalu, je dolg 806 kilometrov. Avtocesta sledi reki Ind od Thakota do Jaglota, kjer se Indu pridruži reka Gilgit. Poteka čez tri velike gorske verige: Hindukuš, Himalajo in Karakorum. V zahodnem delu Himalaje leži deveti najvišji vrh na svetu, Nanga Parbat in je viden iz avtoceste. Avtocesta se nadaljuje skozi glavno mesto province Gilgit-Baltistan, Gilgit in poteka po dolinah Nagar in Hunza, vzdolž reke Hunza. S ceste je mogoče videti nekatere izmed najvišjih gora in znane ledenike Karakoruma. Avtocesta prečka pakistansko-kitajsko mejo na prelazu Khunjerab.

### Kitajski odsek
Kitajski odsek sledi smeri sever-jug po dolini Sarykol (Rumeno jezero) takoj zahodno od Tarimske kotline. Cesta gre iz Kašgarja jugozahodno približno 80 kilometrov, nato zavije proti zahodu v kanjon reke Gez (Ghez) med pogorjem Čakragil na severu in Kongur na jugu. Od kanjona Gez dalje živijo Kirgizi. Potem ko se povzpne iz doline, cesta zavije proti jugu mimo Kongurja, jezera Karakul in Muztagh Ate na vzhod. Pod Muztagh Ato gre nova cesta proti zahodu preko prelaza Kulma, kjer se pridruži Pamirski avtocesti v Gorno - Badahšan v Tadžikistanu. Glavna cesta se nadaljuje čez nižji prelaz (prebivalci postanejo Tadžiki) in se spusti v Taškurgan. Južneje, dolina in slaba cesta vodi na zahod proti prelazu Vahjir na trasi koridorja Vahan. Naprej cesta zavije proti zahodu do kontrolne točke in majhnega naselja na Pirali, nato pa preko prelaza Hundžerab, tistega, ki vodi v Pakistan, v dolino reke Hundžerab in Hunza. (V letu 747 je Gao Šjandži, Tangov general, prečkal prelaz Broghol, danes v Pakistanu - kar je bila najdlje dosežena kitajska točka v tej smeri in je bil kasneje poražen v bitki pri Talasu, nakar so se Kitajci umaknili iz regije.)

### Glavni kraji
- Besham
- Kohistan
- Chilas
- Gilgit
- Parri Bangla
- Danyore
- Goro[disambiguation needed]
- Nagar
- Aliabad
- Gulmit
- Passu
- Sost
- Tashkurgan Town, China
- Ghizer
- Upal
- Kašgar, kitajsko železniško vozlišče, širina tirov 1,435 mm

## Turizem
V zadnjih letih je avtocesta postala turistična destinacija pustolovščine željnih turistov. The Guardian jo je uvrstil med tri najboljše turistične destinacije v Pakistanu. Cesta omogoča alpinistom in kolesarjem lažji dostop do številnih visokih gora, ledenikov in jezer na tem območju. Omogoča dostop do Gilgita in Skarduja iz Islamabada. Tukaj sta dve glavni središči za alpinistične odprave v provinci Gilgit-Baltistan v pakistanskem delu Kašmirja.
Upravi Gilgit-Baltistana (Pakistana) in Xinjianga (Kitajska) sta podpisali sporazum o prehajanju meje za stalne prebivalce. Prehod velja za koledarsko leto in se uporablja samo za potovanje preko prelaza Khunjerab.

## Gore in ledeniki
Karakorumska avtocesta zagotavlja dostop alpinističnim odpravam na skoraj vse vrhove v Gilgit - Baltistanu, Kašmirju in več vrhov v provinci Xinjiang na Kitajskem. V območju ležijo nekateri najvišji ledeniki na svetu, kot je na primer ledenik Baltoro. Pet osemtisočakov od vseh na svetu leži v Pakistanu in so dostopni po avtocesti. Gore, ki so vidne med vožnjo po avtocesti so:
- Nanga Parbat, Gilgit - Baltistan, Pakistan, 9. najvišja gora na svetu z 8126 metri
- Rakaposhi, Gilgit - Baltistan, Pakistan, 27. najvišja gora na svetu s 7788 metri
- Diran, Gilgit - Baltistan, Pakistan, najbolj nevarna gora v Pakistanu
- Shishpar, Gilgit - Baltistan, Pakistan
- Ultar Peak, Gilgit - Baltistan, Pakistan
- Tupopdan, Gilgit - Baltistan, Pakistan, znana tudi kot Katedrala v bližini prelaza
- K2, poznana kot druga najvišja gora na svetu za Mount Everestom

Vidni so tudi veliki ledeniki:
- ledenik Minapin
- ledenik Passu
- ledenik Ghulkin
- ledenik Khunjerab

## Reke in jezera
S ceste so dostopne številne reke in jezera:
• reka Ind 
• reka Hunza
• reka Gilgit
• reka Khunjerab
• jezero Karakul v provinci Xinjiangu (Kitajska)

## Skalne poslikave in petroglifi
Vzdolž ceste se nahaja več kot 50.000 kosov sklanih poslikav in petroglifov, ki so skoncentrirana na desetih večjih mestih med Hunzo in Shatialom. Ostanke so pustili osvajalci, trgovci in romarji, ki so hodili po trgovski poti, kakor tudi domačini. Najzgodnejši datum najdb sega med 5000 in 1000 pred našim štetjem in prikazuje posamezne živali, trikotne oblike moških in lovske prizore, v katerih so živali večje od lovcev. Te poslikave so vpraskane v skalo s kamnitimi orodji in prekrite z debelo patino, ki je posledica njihove starosti.

## Potovanja
V Pakistanu več prevozniških podjetij ponuja avtobusne prevoze med večjimi mesti vzdolž avtoceste iz Rawalpindija in Lahoreja. Največja družba je Severna prevozna družba (NATCO). Druge so še Masherbrum Travel, Silk Route Travel, K-2 movers, Anchan Travel in Saeed Travel.

## Avtobusna linija med Gilgitom in Kašgarjem
Od 1. junija 2006 dnevno vozi avtobus med Gilgitom, Gilgit-Baltistan in Kašgarjem, Xinjiang, skozi obmejno območje Sust in Tashkorgan. .

## Vreme
Po KKH je najbolje potovati spomladi ali zgodaj jeseni. Močno sneženje v času hude zime lahko cesto zapre za dalj časa. Močno monsunsko deževje okoli julija in avgusta povzroča zemeljske plazove, ki lahko blokirajo cesto za več ur ali dni. Mejni prehod med Kitajsko in Pakistanom na prelazu Khunjerab je odprt le med 1. majem in 31. decembrom.